# Cristo muerto sostenido por un ángel (Antonello da Messina)
Cristo muerto sostenido por un ángel es una de las pinturas más relevantes de la última etapa del pintor italiano Antonello da Messina (1430-1479). Está realizado en óleo y temple sobre tabla, y fue pintado hacia 1475-76. Se exhibe actualmente en el Museo del Prado de Madrid. 

## Historia
La pintura se fecha hacia 1470 y algunos expertos creen que Antonello la terminó con ayuda de su hijo Jacobello. Hacia 1965, la obra fue localizada en una colección particular de Irún (España), y se propuso su compra al Museo del Prado. Al ser obra inédita, suscitó algunas dudas, pero posteriores estudios la han situado entre las piezas magistrales del artista. Se había conservado hasta 1881 en Monforte de Lemos (Galicia), donde pudo ser llevada desde Italia por un eclesiástico de alto rango.

## Descripción de la obra
Ante un paisaje luminoso, de verdes prados y árboles de copas redondas, un ángel lloroso sostiene a Cristo muerto. Las figuras son proporcionadas, como pintura renacentista que es. Cristo está representado de manera realista, siguiendo la anatomía clásica. El cuerpo está desnudo, cubierto por el paño de pudor y un sudario de color azul con el que el ángel lo envuelve. Destaca como foco de atención la herida del costado, de la que sale un rastro de sangre. En la mano izquierda se aprecia la herida del clavo. No hay expresión de dolor en el rostro de Cristo, sino serenidad; pero sí en el del ángel que lo sostiene, mostrando su rostro infantil una expresión de llanto; es reseñable también el diferente color de las carnaciones, rosadas en la figura infantil y macilentas para la figura de Cristo. Una calavera colocada a un extremo y descrita de forma muy detallista, completa el primer plano de la imagen.
Esta dramática imagen del primer plano choca con el fondo. En el manso paisaje se observan olivos verdes en segundo plano; pero, en contraste con este árbol, se distinguen calaveras y algún tronco seco erguido que contrastan con el verde de sus alrededores y la ciudad al fondo, muy iluminada por la luz del sol. Es un claro simbolismo que alude al monte Calvario (del latín, o Gólgota en arameo y Κρανιου Τοπος en griego, cuyo significado es calavera), y probablemente al sacrificio redentor de Jesús, que necesariamente tuvo que pasar por la muerte antes de la Resurreción. 
Esta obra muestra el estilo maduro de Antonello de forma muy clara. El volumen y la situación en el espacio de las figuras siguen un patrón geométrico, pero la gradación de la luz y el color es mucho más matizada y sutil que en las obras tempranas del maestro. Antonello replicó la figura de Cristo en otras pinturas, pero sin alcanzar la calidad de esta obra maestra.